# Я, «Победа» и Берлин
«Я, „Победа“ и Берлин» (укр. Я “Побєда” і Берлін) — литературный дебют украинского певца и шоумена Андрея Кузьменко, лидера группы «Скрябин», изданная издательством «Фолио» в 2006 году. В сборник вошли две повести: «Я, Победа и Берлин» и «Город, в котором не ходят деньги», а также тексты известных песен группы «Скрябин». Книга проникнута ярким чувством юмора, весёлым настроением, её можно отнести к жанру приключения и остросюжетному триллеру. В августе 2020 года, стартовали съёмки фильма на «Я, победа и Берлин» по мотивам книги.

## Сюжет

### Я, «Победа» и Берлин
События происходят вокруг старого и потрепанного автомобиля марки «Победа», на котором простой паренек Андрей со своим другом Бардом путешествуют в столицу Германии. Автомобиль Андрей купил у какого-то совершенно неизвестного художника за 200 американских долларов, одолженных у соседки Ориськи. Он ужасно разочаровал свою мать этой покупкой, потому что семья имеет печальный опыт покупки автомобиля, а все-таки на «Победе» с небольшой скоростью ездили за покупками в другие города Украины и были вполне удовлетворены, хотя сама машина вызывала много проблем не только в по Украине, но и по дороге в Германию, о которых рассказывает вторая повесть. Юноша попадает в незаурядные приключения, но простяцкая изобретательность позволяет выйти из любых проблем.
В основе этой повести — приключения из жизни самого Андрея Кузьменко.

### Город, в котором не ходят деньги
В центре произведения предстает яркая, хотя и утопическая, идея безналичного существования. Однако мораль лежит немного в другой плоскости. Кузьма концентрируется на ретрансляции человеческой жестокости и человеконенавистничества, что проявляется в изощренных способах «расплаты» за товары. В закрытой зоне, куда случайно попадает главная героиня Алиса и из которой назад выбраться практически невозможно, автор, по сути, формирует общество будущего. Что касается стиля, то Кузьма и дальше не изменяет простоте, хотя кое-где появляется определённый пост-модерн, продиктованный, так сказать, спецификой произведения.

## Тексты песен
В книге опубликованы тексты следующих песен группы «Скрябин» (в порядке размещения в книге):
| - Бути маленьким - Вам з неба не видно - Велика стіна - Відстань - В ліжку став - Герой - Годинник - Давай з тобою займатися любов’ю (Светрик) - Два озера, повні сліз - Дивні люди - Дикі люди - Дівчина Кончита - Діти - До смерті і довше - Духи́ - Душа і плоть - З Новим роком - Загублений рай - Зламані крила - Змучений (Я не маю сил) - І буде так - І так то вже є - Казка - Коралі - Любити платити - Люди чекають - Люди, як кораблі - Маленька зимна пташка - Малий - Манекен - Медор | - Мовчати - Модна країна - Моя дочка Україна - Моя королева - Мудрий, бо німий - На даху - Най буде дощ - Наприклад - Наш останній танець - Наше місто - Наші - Не вмирай - Не дай - Не засипай ті ями - Небо - Небо каже (Йди сюда) - Неділя, понеділок - Нема дурних - Ненормальне літо - Нікому то не треба - Оля - Осінь-зима - Плани (На тоді, коли) - «Побєда» - Понурі танці - Притулися - Просто МИ - Птахи - Разом ми - Руки медузи - Сам | - Сам собі країна - Секс (То море з людей) - Соло - Спи собі сама - Старий - Старі фотографії - Стриптиз - Там, де мене лишили - Танго - Танець пінгвіна - Твій портрет - Телефони - Техносекс - Тіна, Тіна - То мій голос - Той прикрий світ - Турбо-техно - Україна - Фільм (Скоро буде) - Хай буде так, як хочеш ти - Холодний смак - Цукор - Червоні колготки - Чим пахне? - Чуєш біль - Шось зимно - Шукав свій дім - Я живу - Я йшов - Я сховаю тебе (Любов) - 100 годин |

## Аудиокнига
В 2008 году была записана аудиокнига продолжительностью 3 часа 45 минут. Быстрым темпом текст начитал сам Андрей Кузьменко. Правда, в ней заметны дикторские ошибки: ощутимо, что автор зевает или совершая неправильную интонацию, говорит «сорри» и перечитывает предложение ещё раз. Однако в интернете можно найти много одобрительных отзывов слушателей аудиокниги.

## Фильм
В августе 2020 года при поддержке Госкино Star Media начала съемки фильма «Я, Победа и Берлин» во Львове. Ожидаемый выход фильма в прокат — Весна 2022 года. Кузьму в фильме сыграет Иван Блиндарь.

## Критика
Игорь Бондарь-Терещенко о книге:
…очередная антиутопия в постчернобыльском стиле «антигламур», дотянутая до нелестной морали: танцуй-пока-молодой, но и помни-про-чертый.